# جون ليدون
جون ليدون (بالإنجليزية: John Lydon) مواليد 31 يناير 1956 في هولوواي، هو مغني وكاتب غنائي وموسيقي إنجليزي سابق بدأ مسيرته الفنية عام 1975. أصبح مشهورًا كالمغني الرئيسي لفرقة سكس بستلس. ومع باول كوك وغلين ماتلوك وستيف جونز كان ليدون أحد الاعضاء الأصليين في الفرقة عند تأسيسها عام 1975 في لندن.
إلى جانب كونه مشهورًا، فإن تصريحاته أثارت العديد من الجدل. على سبيل المثال، في مقابلة له في برنامج "The Heaven and Earth Show" في 2005، قال ليدون إنه لا يحب الزواج من نفس الجنس. وأضاف أن هناك شيء مفقود في هذا الزواج، وأن هناك سبب لوجود الذكر والأنثى لتربية الأطفال. كما في عام 2010، قال ليدون في مقابلة مع "British Tour" أنه على الرغم من أن فنانين آخرين ألغوا عروضهم، إلا أنه لا يخطط لإلغاء عرضه في تل أبيب لأسباب سياسية. وأضاف قائلاً إنه لا يمكنه أن يشعر بالتعاطف مع الفلسطينيين ما لم يرَ دولة عربية إسلامية واحدة هي ديمقراطية حقيقية.

## وصلات خارجية
- جون ليدون على موقع IMDb (الإنجليزية)
- جون ليدون على موقع الموسوعة البريطانية (الإنجليزية)
- جون ليدون على موقع ألو سيني (الفرنسية)
- جون ليدون على موقع ألو سيني (الفرنسية)
- جون ليدون على موقع ميوزك برينز (الإنجليزية)
- جون ليدون على موقع رولينغ ستون (الإنجليزية)
- جون ليدون على موقع رولينغ ستون (الإنجليزية)
- جون ليدون على موقع أول موفي (الإنجليزية)
- جون ليدون على موقع أول موفي (الإنجليزية)
- جون ليدون على موقع قاعدة بيانات الأفلام السويدية (السويدية)

- الموقع الرسمي

## أنظر أيضًا
سكس بستلس